# Matteo Blomqvist-Zampi
Matteo Blomqvist-Zampi, född 15 augusti 1990 i Terracina, Italien, är en svensk före detta fotbollsspelare (anfallare) som har spelat för Östers IF och Falkenbergs FF. Blomqvist-Zampi är barnbarn till förre Österspelaren Karl-Axel Blomqvist.
Hans främsta styrkor är djupledsspelet samt hans förmåga att nicka då flera av hans mål kommit i luftrummet.

## Karriär
Blomqvist-Zampi föddes i Terracina. När han var tre år flyttade han tillsammans med sin mor och syster till Sverige.
Hans moderklubb är Växjö BK, vilken han som 16-åring lämnade för Östers IF 2007. Östers tränare, Jevgenij Kuznetsov, lät honom debutera i A-laget i division 1 Södra 2008 mot FC Rosengård. Blomqvist-Zampi skrev på sitt första A-lagskontrakt med föreningen 2009. Hans första mål i Östers A-lag kom mot Rosengård i september 2009.
Efter att ha fått begränsat med speltid lämnade han Öster för Falkenbergs FF under säsongen 2013. I mars 2015 återvände Blomqvist-Zampi till Öster som han skrev på ett halvårskontrakt med. Inför säsongen 2016 förlängdes kontraktet men på första träningen skadade han korsbandet igen. Efter säsongen 2016 meddelade han att han avslutar fotbollskarriären.